# Винтер, Арон
А́рон Ви́нтеро файле (нидерл. Aron Mohamed Winter; род. 1 марта 1967, Парамарибо, Нидерланды) — нидерландский футболист, правый полузащитник. Из чемпионов Европы-1988 последним завершил карьеру (в 2002 году). Ныне — тренер.

## Биография
В 1985 году стал воспитанником любительского клуба из Нидерландов «СВ Лелистад». Позже выступал за юношескую команду амстердамского «Аякса».
В 19 лет попал в основной состав «Аякса». Дебютировал в основном составе команды 6 апреля 1986 года в матче против «Утрехта», где победу со счётом 3:0 одержала команда из Амстердама. По итогам своего первого сезона в профессиональном футбольном клубе Арон Винтер получил в Нидерландах приз «Талант года».
Летом 1992 года переехал в Италию, подписав контракт с римским «Лацио». Здесь он провёл четыре сезона, сыграв 123 матча и забив 21 гол.
В 1996 году Арон Винтер перебрался в миланский «Интернационале», где в 1998 году выиграл Кубок УЕФА.
Всего в чемпионатах Италии он провёл 199 игр, забив 22 гола.
Летом 1999 года Арон Винтер вернулся в «Аякс». В 2001 году стал обладателем Кубка Нидерландов. Всего в составе «Аякса» в чемпионате Нидерландов Винтер провёл 238 игр, забив 50 голов. В составе легендарной команды из Амстердама он стал чемпионом (1990) и обладателем Кубка (1987) Нидерландов, победителем Кубка обладателей кубков (1987) и Кубка УЕФА (1992).
Сезон 2001/02 провёл на правах аренды в команде «Спарта» (Роттердам), появившись на поле в 32 играх (1 гол). В 2002 году завершил игровую карьеру.
Всего за свою карьеру в клубных командах Арон Винтер провёл 469 игр, забив 73 гола. В еврокубках Винтер провёл 86 матчей, забив 6 голов.
С 1987 по 2000 год выступал за национальную сборную Нидерландов (84 игры, 6 голов). Входит в топ-20 по количеству проведённых матчей за сборную Нидерландов. Участник чемпионатов мира 1990, 1994 и 1998 годов; чемпионатов Европы 1988, 1992, 1996 и 2000 годов. Чемпион Европы 1988 года, полуфиналист чемпионата Европы 1992 и 2000 годов, четвёртый призёр чемпионата мира 1998 года.
6 января 2011 года назначен главным тренером и техническим директором клуба MLS «Торонто». Контракт подписан на 3 года.

## Статистика

### Матчи Винтера за сборную Нидерландов
| Матчи Винтера за сборную Нидерландов | Матчи Винтера за сборную Нидерландов | Матчи Винтера за сборную Нидерландов | Матчи Винтера за сборную Нидерландов | Матчи Винтера за сборную Нидерландов | Матчи Винтера за сборную Нидерландов |
| ------------------------------------ | ------------------------------------ | ------------------------------------ | ------------------------------------ | ------------------------------------ | ------------------------------------ |
| №                                    | Дата                                 | Соперник                             | Счёт                                 | Голы Винтера                         | Соревнование                         |
| 1                                    | 25 марта 1987                        | Греция                               | 1:1                                  | —                                    | Чемпионат Европы 1988 (отбор)        |
| 2                                    | 9 сентября 1987                      | Бельгия                              | 0:0                                  | —                                    | Товарищеский матч                    |
| 3                                    | 14 октября 1987                      | Польша                               | 2:0                                  | —                                    | Чемпионат Европы 1988 (отбор)        |
| 4                                    | 9 декабря 1987                       | Кипр                                 | 4:0                                  | —                                    | Чемпионат Европы 1988 (отбор)        |
| 5                                    | 16 декабря 1987                      | Греция                               | 3:0                                  | —                                    | Чемпионат Европы 1988 (отбор)        |
| 6                                    | 24 мая 1988                          | Болгария                             | 1:2                                  | —                                    | Товарищеский матч                    |
| 7                                    | 19 октября 1988                      | ФРГ                                  | 0:0                                  | —                                    | Чемпионат мира 1990 (отбор)          |
| 8                                    | 22 марта 1989                        | СССР                                 | 2:0                                  | —                                    | Товарищеский матч                    |
| 9                                    | 26 апреля 1989                       | ФРГ                                  | 1:1                                  | —                                    | Чемпионат мира 1990 (отбор)          |
| 10                                   | 6 сентября 1989                      | Дания                                | 2:2                                  | —                                    | Товарищеский матч                    |
| 11                                   | 20 декабря 1989                      | Бразилия                             | 0:1                                  | —                                    | Товарищеский матч                    |
| 12                                   | 24 июня 1990                         | ФРГ                                  | 1:2                                  | —                                    | Чемпионат мира 1990                  |
| 13                                   | 26 сентября 1990                     | Италия                               | 0:1                                  | —                                    | Товарищеский матч                    |
| 14                                   | 21 ноября 1990                       | Греция                               | 2:0                                  | —                                    | Чемпионат Европы 1992 (отбор)        |
| 15                                   | 19 декабря 1990                      | Мальта                               | 8:0                                  | 1                                    | Чемпионат Европы 1992 (отбор)        |
| 16                                   | 5 июня 1991                          | Финляндия                            | 1:1                                  | —                                    | Чемпионат Европы 1992 (отбор)        |
| 17                                   | 16 октября 1991                      | Португалия                           | 1:0                                  | —                                    | Чемпионат Европы 1992 (отбор)        |
| 18                                   | 4 декабря 1991                       | Греция                               | 2:0                                  | —                                    | Чемпионат Европы 1992 (отбор)        |
| 19                                   | 12 февраля 1992                      | Португалия                           | 0:2                                  | —                                    | Товарищеский матч                    |
| 20                                   | 25 марта 1992                        | Югославия                            | 2:0                                  | —                                    | Товарищеский матч                    |
| 21                                   | 27 мая 1992                          | Австрия                              | 3:2                                  | —                                    | Товарищеский матч                    |
| 22                                   | 30 мая 1992                          | Уэльс                                | 4:0                                  | 1                                    | Товарищеский матч                    |
| 23                                   | 5 июня 1992                          | Франция                              | 1:1                                  | —                                    | Товарищеский матч                    |
| 24                                   | 12 июня 1992                         | Шотландия                            | 1:0                                  | —                                    | Чемпионат Европы 1992                |
| 25                                   | 18 июня 1992                         | Германия                             | 3:1                                  | —                                    | Чемпионат Европы 1992                |
| 26                                   | 9 сентября 1992                      | Италия                               | 2:3                                  | —                                    | Товарищеский матч                    |
| 27                                   | 16 декабря 1992                      | Турция                               | 3:1                                  | —                                    | Чемпионат мира 1994 (отбор)          |
| 28                                   | 24 февраля 1993                      | Турция                               | 3:1                                  | —                                    | Чемпионат мира 1994 (отбор)          |
| 29                                   | 24 марта 1993                        | Сан-Марино                           | 6:0                                  | —                                    | Чемпионат мира 1994 (отбор)          |
| 30                                   | 28 апреля 1993                       | Англия                               | 2:2                                  | —                                    | Чемпионат мира 1994 (отбор)          |
| 31                                   | 9 июня 1993                          | Норвегия                             | 0:0                                  | —                                    | Чемпионат мира 1994 (отбор)          |
| 32                                   | 13 октября 1993                      | Англия                               | 2:0                                  | —                                    | Чемпионат мира 1994 (отбор)          |
| 33                                   | 17 ноября 1993                       | Польша                               | 3:1                                  | —                                    | Чемпионат мира 1994 (отбор)          |
| 34                                   | 19 января 1994                       | Тунис                                | 2:2                                  | —                                    | Товарищеский матч                    |
| 35                                   | 23 марта 1994                        | Шотландия                            | 1:0                                  | —                                    | Товарищеский матч                    |
| 36                                   | 20 апреля 1994                       | Ирландия                             | 0:1                                  | —                                    | Товарищеский матч                    |
| 37                                   | 27 мая 1994                          | Шотландия                            | 3:1                                  | —                                    | Товарищеский матч                    |
| 38                                   | 1 июня 1994                          | Венгрия                              | 7:1                                  | —                                    | Товарищеский матч                    |
| 39                                   | 29 июня 1994                         | Марокко                              | 2:1                                  | —                                    | Чемпионат мира 1994                  |
| 40                                   | 4 июля 1994                          | Ирландия                             | 2:0                                  | —                                    | Чемпионат мира 1994                  |
| 41                                   | 9 июля 1994                          | Бразилия                             | 2:3                                  | 1                                    | Чемпионат мира 1994                  |
| 42                                   | 7 сентября 1994                      | Люксембург                           | 4:0                                  | —                                    | Чемпионат Европы 1996 (отбор)        |
| 43                                   | 12 октября 1994                      | Норвегия                             | 1:1                                  | —                                    | Чемпионат Европы 1996 (отбор)        |
| 44                                   | 16 ноября 1994                       | Чехия                                | 0:0                                  | —                                    | Чемпионат Европы 1996 (отбор)        |
| 45                                   | 14 декабря 1994                      | Люксембург                           | 5:0                                  | —                                    | Чемпионат Европы 1996 (отбор)        |
| 46                                   | 18 января 1995                       | Франция                              | 0:1                                  | —                                    | Товарищеский матч                    |
| 47                                   | 22 февраля 1995                      | Португалия                           | 0:1                                  | —                                    | Товарищеский матч                    |
| 48                                   | 29 марта 1995                        | Мальта                               | 4:0                                  | 1                                    | Чемпионат Европы 1996 (отбор)        |
| 49                                   | 26 апреля 1995                       | Чехия                                | 1:3                                  | —                                    | Чемпионат Европы 1996 (отбор)        |
| 50                                   | 7 июня 1995                          | Беларусь                             | 0:1                                  | —                                    | Чемпионат Европы 1996 (отбор)        |
| 51                                   | 6 сентября 1995                      | Беларусь                             | 1:0                                  | —                                    | Чемпионат Европы 1996 (отбор)        |
| 52                                   | 13 декабря 1995                      | Ирландия                             | 2:0                                  | —                                    | Чемпионат Европы 1996 (отбор)        |
| 53                                   | 29 мая 1996                          | Китай                                | 2:0                                  | 1                                    | Товарищеский матч                    |
| 54                                   | 4 июня 1996                          | Ирландия                             | 3:1                                  | —                                    | Товарищеский матч                    |
| 55                                   | 10 июня 1996                         | Шотландия                            | 0:0                                  | —                                    | Чемпионат Европы 1996                |
| 56                                   | 13 июня 1996                         | Швейцария                            | 2:0                                  | —                                    | Чемпионат Европы 1996                |
| 57                                   | 18 июня 1996                         | Англия                               | 1:4                                  | —                                    | Чемпионат Европы 1996                |
| 58                                   | 22 июня 1996                         | Франция                              | 0:0 (4:5 пен.)                       | —                                    | Чемпионат Европы 1996                |
| 59                                   | 5 октября 1996                       | Уэльс                                | 3:1                                  | —                                    | Чемпионат мира 1998 (отбор)          |
| 60                                   | 9 ноября 1996                        | Уэльс                                | 7:1                                  | —                                    | Чемпионат мира 1998 (отбор)          |
| 61                                   | 14 декабря 1996                      | Бельгия                              | 3:0                                  | —                                    | Чемпионат мира 1998 (отбор)          |
| 62                                   | 29 марта 1997                        | Сан-Марино                           | 4:0                                  | —                                    | Чемпионат мира 1998 (отбор)          |
| 63                                   | 2 апреля 1997                        | Турция                               | 0:1                                  | —                                    | Чемпионат мира 1998 (отбор)          |
| 64                                   | 30 апреля 1997                       | Сан-Марино                           | 6:0                                  | 1                                    | Чемпионат мира 1998 (отбор)          |
| 65                                   | 4 июня 1997                          | ЮАР                                  | 2:0                                  | —                                    | Товарищеский матч                    |
| 66                                   | 6 сентября 1997                      | Бельгия                              | 3:1                                  | —                                    | Чемпионат мира 1998 (отбор)          |
| 67                                   | 11 октября 1997                      | Турция                               | 0:0                                  | —                                    | Чемпионат мира 1998 (отбор)          |
| 68                                   | 21 февраля 1998                      | США                                  | 2:0                                  | —                                    | Товарищеский матч                    |
| 69                                   | 24 февраля 1998                      | Мексика                              | 3:2                                  | —                                    | Товарищеский матч                    |
| 70                                   | 27 мая 1998                          | Камерун                              | 0:0                                  | —                                    | Товарищеский матч                    |
| 71                                   | 1 июня 1998                          | Парагвай                             | 5:1                                  | —                                    | Товарищеский матч                    |
| 72                                   | 5 июня 1998                          | Нигерия                              | 5:1                                  | —                                    | Товарищеский матч                    |
| 73                                   | 13 июня 1998                         | Бельгия                              | 0:0                                  | —                                    | Чемпионат мира 1998                  |
| 74                                   | 20 июня 1998                         | Республика Корея                     | 5:0                                  | —                                    | Чемпионат мира 1998                  |
| 75                                   | 25 июня 1998                         | Мексика                              | 2:2                                  | —                                    | Чемпионат мира 1998                  |
| 76                                   | 7 июля 1998                          | Бразилия                             | 1:1 (2:4 пен.)                       | —                                    | Чемпионат мира 1998                  |
| 77                                   | 28 апреля 1999                       | Марокко                              | 1:2                                  | —                                    | Товарищеский матч                    |
| 78                                   | 9 октября 1999                       | Бразилия                             | 2:2                                  | —                                    | Товарищеский матч                    |
| 79                                   | 13 ноября 1999                       | Чехия                                | 1:1                                  | —                                    | Товарищеский матч                    |
| 80                                   | 27 мая 2000                          | Румыния                              | 2:1                                  | —                                    | Товарищеский матч                    |
| 81                                   | 4 июня 2000                          | Польша                               | 3:1                                  | —                                    | Товарищеский матч                    |
| 82                                   | 16 июня 2000                         | Дания                                | 3:0                                  | —                                    | Чемпионат Европы 2000                |
| 83                                   | 21 июня 2000                         | Франция                              | 3:2                                  | —                                    | Чемпионат Европы 2000                |
| 84                                   | 29 июня 2000                         | Италия                               | 0:0 (1:3 пен.)                       | —                                    | Чемпионат Европы 2000                |

Итого: 84 матча / 6 голов; 47 побед, 20 ничьих, 17 поражений.

## Достижения
Клубные
- Чемпион Нидерландов: 1990
- Обладатель Кубка Нидерландов: 1986, 1987, 2001
- Обладатель Кубка обладателей кубков УЕФА: 1987
- Обладатель Кубка УЕФА: 1992, 1998

Национальные
- Чемпион Европы 1988
- Полуфиналист чемпионата Европы 1992
- Четвёртый призёр Чемпионата Мира 1998